# ميلونا (آن)
ميلونا (بالفرنسية: Meillonnas)‏ هي بلدية فرنسية تقع في إقليم الآن في فرنسا. رمز إنسي لها هو:1241. أما الرمز البريدي لها فهو: 1370.

## أعلام
- روجر فايان